# Heinz Scharlipp
Heinz Scharlipp (* 26. Oktober 1916 in Joachimsthal; † 1974 in Berlin) war ein deutscher Architekt und Bauingenieur mit dem Hauptwirkungskreis in Eisenhüttenstadt und Berlin. Er hatte sich frühzeitig auf Hotelbauten spezialisiert.

## Leben
Heinz Scharlipps Vater war der Schriftsteller und Heimatdichter Adolf Scharlipp. Nach einer Zimmererlehre studierte Heinz Scharlipp Bauingenieurswesen von 1948 bis 1951. Nach erfolgreichem Abschluss arbeitete er einige Jahre als Bauleiter, dann wechselte er zum Generalprojektanten nach Stalinstadt und beteiligte sich an Wettbewerben. Für den Entwurf zu einem neuen Hotel in Magdeburg gewann Scharlipp den 1. Preis, er leitete dann auch den Bau.
Anschließend zog Heinz Scharlipp nach Berlin und trat in das Kollektiv des Stadtplaners Roland Korn ein. Hier war er an den Bauprojekten zu den Interhotels „Unter den Linden“ und „Stadt Berlin“ beteiligt. Aufgrund seiner praktischen Erfahrungen leitete er auch die entsprechenden Bauarbeiten. Für seine Verdienste beim Hotelbau erhielt Heinz Scharlipp 1972 den Architekturpreis der DDR.
Sein Nachlass mit Zeugnissen, Urkunden, Ausweisen, Planskizzen, Freizeitanlagen-Entwürfen und anderen Dokumenten befindet sich im eh. Leibniz-Institut für Regionalentwicklung und Strukturplanung (IRS) in Erkner.
Heinz Scharlipp war Mitglied im BdA.

## Werke (Auswahl)

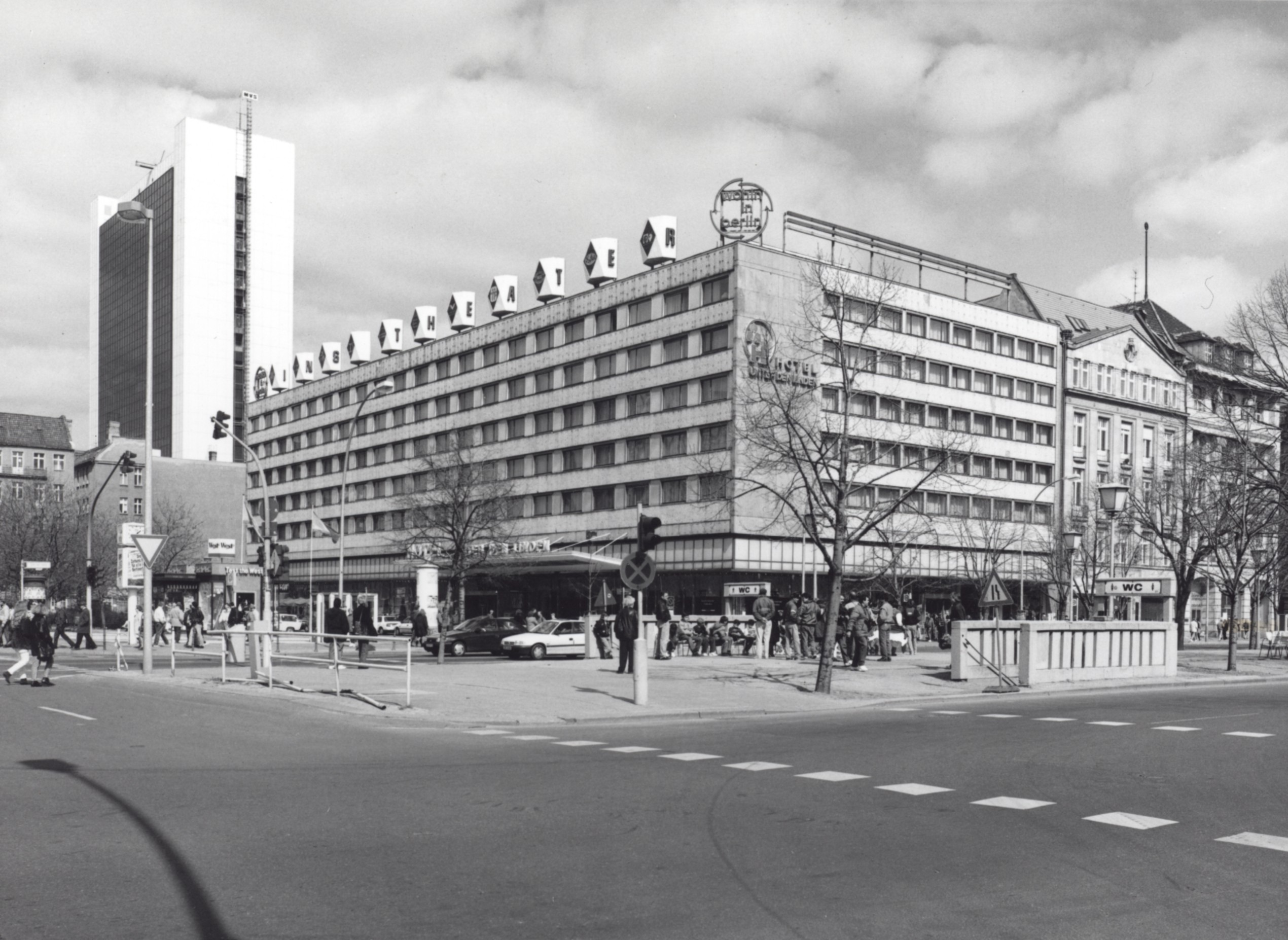
Hotel „Unter den Linden“ Berlin (1993)

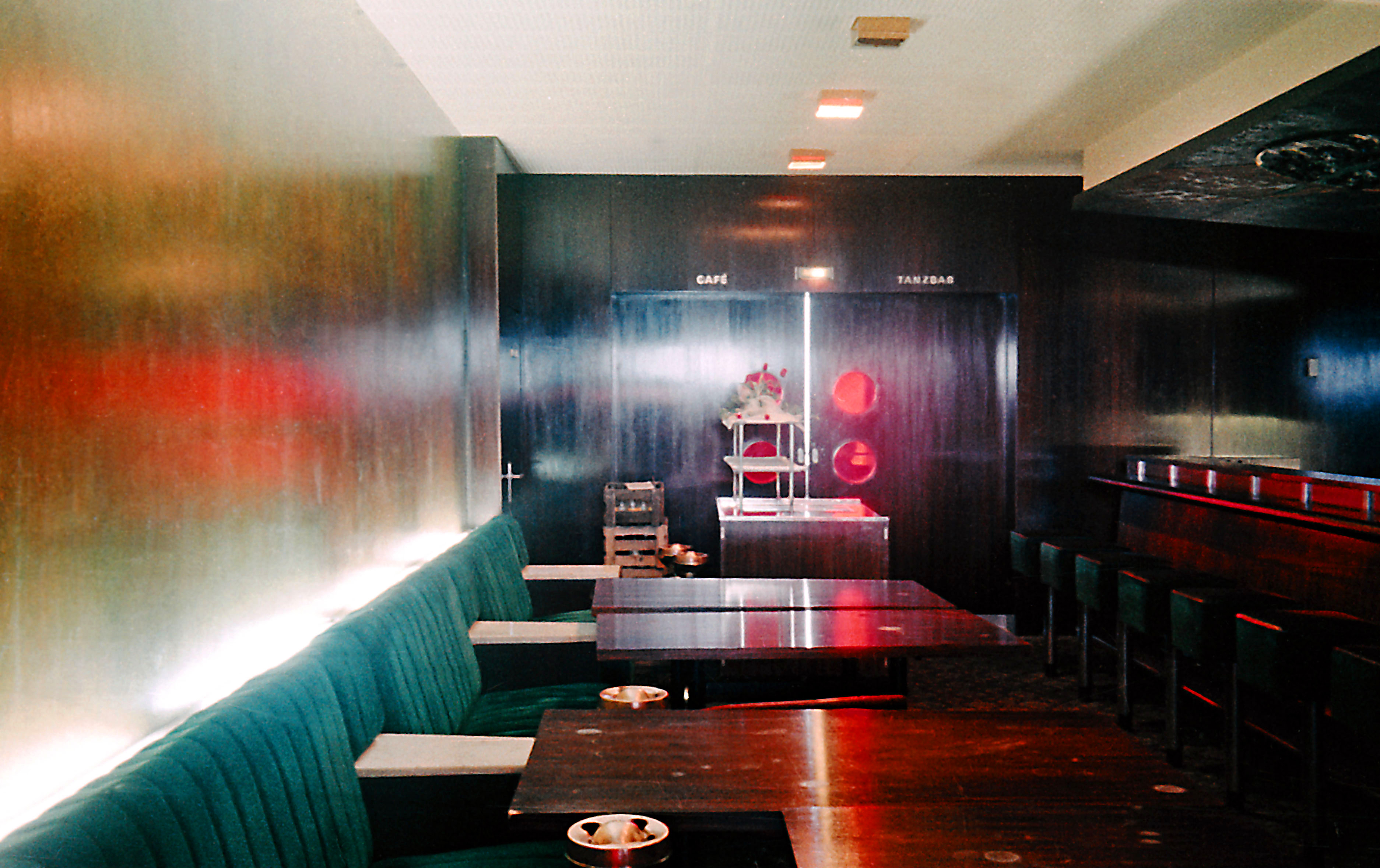
Blick in die Lounge vom Interhotel am Alex (1972)

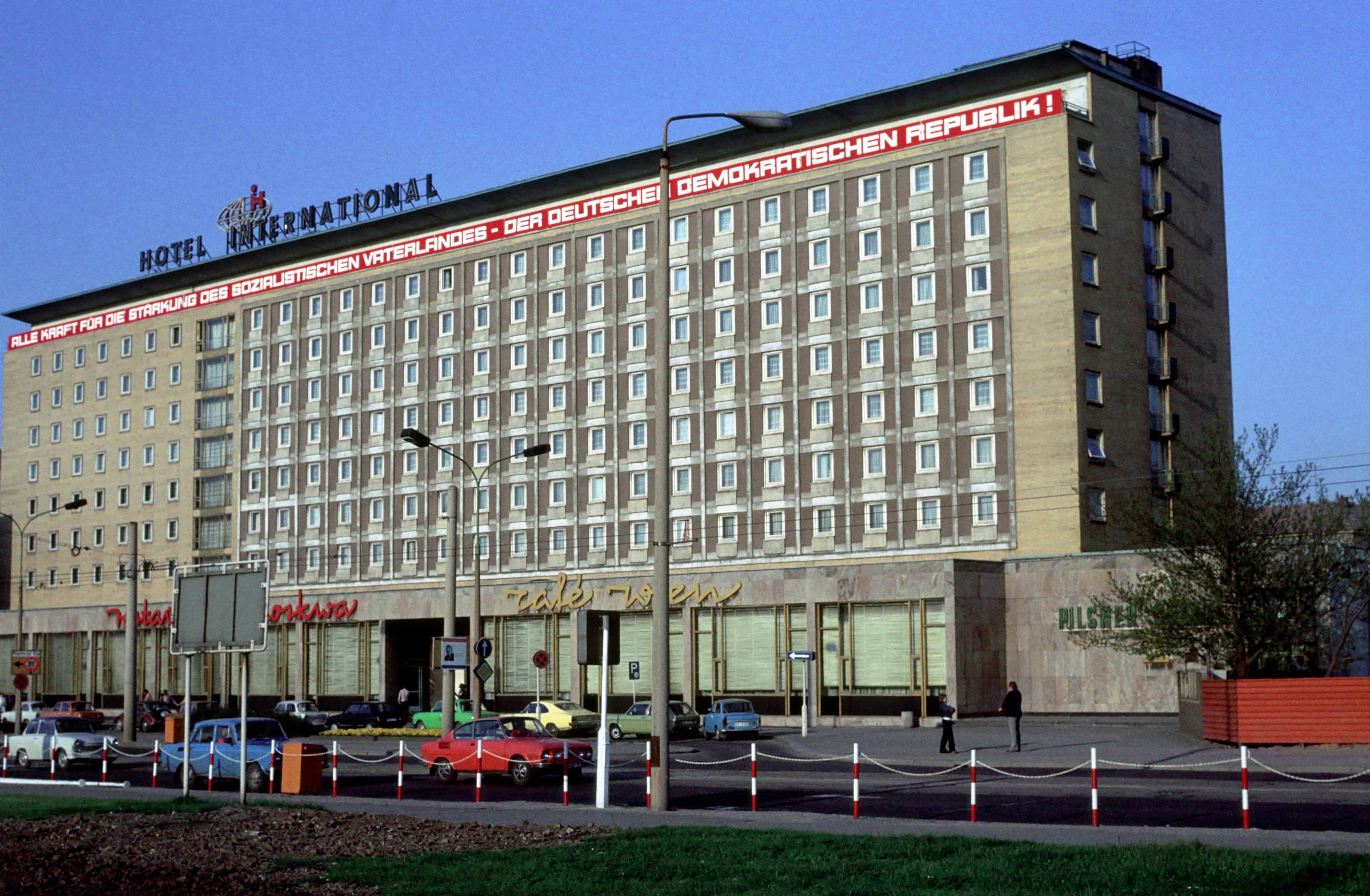
Hotel International, Magdeburg

- 1953–1955: Friedrich-Wolf-Theater in Eisenhüttenstadt, zusammen mit Hermann Enders und Hans Klein[5] mit der Bierstube Aktivist in Eisenhüttenstadt[6] Das Theater konnte nach der Wende seine Kulturaktivitäten fortsetzen, das Gebäude wurde saniert. Hauptsächlich dient es zu Vorträgen, Konferenzen, Konzerten.[7]
- 1953/1954: Großgaststätte Aktivist in Eisenhüttenstadt, mit Hermann Enders und anderen.
Die Gaststätte wurde 1990 geschlossen und stand dann längere Zeit leer. Sirko Hellwig kümmerte sich im Auftrag der Stadt um das Jahr 2000 um eine denkmalgerechte Instandsetzung und Modernisierung. Seit 2010 wird sie wieder als öffentliche Gaststätte genutzt. Einige Räume dienen darüber hinaus als Verwaltungssitz einer Wohnungsbaugenossenschaft.[8]
- 1954–1959: Gesamtanlage vom Sportforum Berlin mit dem Fußballstadion[9]
- 1962/1963: Hotel „International“ Magdeburg, zusammen mit Günther Boy.[10] Das Gebäude wurde nach der Wende noch einige Jahre genutzt, dann abgerissen.
- 1963: Trainingshallen-Komplex an der Konrad-Wolf-Straße 40 in Berlin, zusammen mit Walter Schmidt.
Heinz Scharlipp hatte vor allem das Außentragwerk samt dem metallenen Schmuck mit den Sportarten als Schattenrisse geplant und die Baufirmen unterstützt, Walter Schmidt lieferte die Architekturpläne.[11]
- 1963: Hotel Moskau, Karl-Marx-Stadt.[12] Von 1992 bis 2006 war es das Günnewig Hotel Europa, nach zeitgemäßen Umbauten und Modernisierungen ist es seit 2008 das Hotel an der Oper[13]
- 1964–1966: Interhotel „Unter den Linden“ Berlin, mit Günther Boy, Helmut Riechert und Wolfgang Vieroth[14][15] Das DDR-Hotel wurde 2006 abgerissen und an seiner Stelle entstand das Upper Eastside Berlin.
- 1965/1966: Projektierung zur Neubebauung am Berliner Alexanderplatz, mit Roland Korn und mit Hans Erich Bogatzky[16]
- 1967–1970: Interhotel am Alexanderplatz Berlin (seit 2006 Hotel „Park Inn“), zusammen mit Hans Erich Bogatzky, Roland Korn und weiteren Kollektivmitgliedern[5][17][18]

## Veröffentlichungen (Auswahl)
- Hotelbau in der DDR. In: Deutsche Architektur. 1964 (2), S. 70–71.